# Lee Cheol-ha
Lee Cheol-ha (* 12. September 1970 in Seoul) ist ein südkoreanischer Regisseur und Drehbuchautor.

## Filmografie
- 2006: Love Me Not (Sarang ddawin piryo eopseo; 사랑따윈 필요없어)
- 2008: Story of Wine (Seutori obeu wain; 스토리 오브 와인)